# Stenonemobius
Stenonemobius is een geslacht van rechtvleugeligen uit de familie krekels (Gryllidae). De wetenschappelijke naam van dit geslacht is voor het eerst geldig gepubliceerd in 1981 door Gorochov.

## Soorten
Het geslacht Stenonemobius omvat de volgende soorten:
- Stenonemobius adelungi Uvarov, 1912
- Stenonemobius mayeti Finot, 1893
- Stenonemobius acrobatus Saussure, 1877
- Stenonemobius bicolor Saussure, 1877
- Stenonemobius gracilis Jakovlev, 1871